# 斯特凡纳·朗杜瓦
斯特凡纳·朗杜瓦（法語：Stéphane Landois，1994年6月3日—），法国男子马术运动员，2023年欧洲锦标赛团体三项赛铜牌得主、2024年夏季奥林匹克运动会团体三项赛银牌得主。